# 日本写真文化協会
一般社団法人日本写真文化協会（にほんしゃしんぶんかきょうかい、Japan Photo Culture Association）は、写真館を拠点に活動する営業写真家を中心とする団体。略称「写文協」、「JPC」。全国の営業写真館を拠点とする営業写真家と賛助会員社から構成。日本写真著作権協会加盟。

## 主な事業
定期的な技術講習会や、写真コンテスト等の事業に取り組んでいる。
- 毎年6月1日の「写真の日」を記念した講演会。
- 会報「写真文化」発行。
- 写真コンテスト開催と作品集発行。
- 「夏期写真大学講座」開催。

## 沿革
- 1948年設立[1]。
- 1949年2月10日、協会会報発刊。同年5月21日〜5月22日、総会開催[2]。
- 1950年4月1日、日本写真会館が完成[2]。
- 1952年5月27日〜6月2日、東京・銀座三越で第1回全国展を開催[2]。
- 1964年7月20日〜7月25日、「夏期写真大学講座」開催[2]。
- 1973年7月31日、新会館竣工[2]。。
- 1998年8月26日、創立50年記念写真展、イベント[2]。
- 2005年8月20日〜9月4日、特別企画写真展「ザ・プライド・オブ・ジャパン/この国へのまなざし」開催[2]。
- 2011年5月2日 一般社団法人に移行。

## 注
1. ↑  写文協（JPC）とは日本写真文化協会サイト内
2. 1 2 3 4 5 6 7  (社)日本写真文化協会の沿革（概況）日本写真文化協会サイト内